# Địa lý Đông Timor
Đông Timor là một quốc gia nằm trên đảo Timor. Tổng diện tích quốc gia là khoảng 15.007 km².

## Vị trí
Quốc gia này nằm ở Đông nam Á, phía tây bắc của Úc, trong quần đảo Sunda ở mũi phía đông Indonesia; chiếm nửa phía đông của đảo Timor, còn bao gồm vùng đất Oecussi, hòn đảo Ataúro và đảo Jaco.
Quốc gia này được bao quanh phía nam bởi biển Timor, ngăn cách với Úc; được bao quanh về phía tây bắc bởi biển Savu, ngăn cách nước này với các đảo Sumba, Flores và Solor; và về phía bắc bởi eo biển Wetar, ngăn cách nước này với hòn đảo cùng tên.

## Địa lý
Đảo Timor là một phần của Arco de Banda. Vỏ lục địa Úc mở rộng về phía bắc của bờ biển phía bắc của Đông Timor và đang là nâng cao Đông Timor.

## Biên giới
- Chỉ có biên giới với Indonesia: 228 km

## Địa hình
Đông Timorcó địa hình ghập ghềnh với một số đỉnh núi cao hơn 2000 m: Tatamailau, Matabian, Boicau, Cateral Cabiac,...
Dãy núi Ramelau chia nước này thành miền bắc và miền nam và đỉnh cao nhất của nó là núi Tatamailau với độ cao 2.963 m so với mực nước biển.
Hơn 40% nước này có sườn nghiêng 40%, vì vậy là rất dễ bị xói mòn và xói lở do mưa gió mùa.

## Thủy văn
Có một số dòng chảy nhỏ liên tục vào mùa khô và hình thành các dòng suối lớn vào mùa mưa. Vì vậy, không có các cửa sông lớn.
Tuy nhiên, có một số dòng sông cố định như Lacló và Lois.

## Khí hậu
Nước này có khí hậu nhiệt đới nóng ẩm với sự phân biệt rõ ràng giữa mùa khô và mùa mưa.

## Động vật
Môi trường biển của Đông Timorlà sinh sống bởi một số loại động vật có vú:
- Cá voi rất phổ biến trong vùng biển Đông Timor, đặc biệt là ở Manatuto, Carimbala, Liquica và Tutuala trong Lospalos. Có 13 loài cá voi: cá voi xanh, cá nhà táng, cá voi sei, cá voi đầu tròn vây ngắn (Globicephala macrorphyncus), cá giả hổ kình (Pseudorca crassidens), cá hổ kình lùn (Feresa attenuata), cá voi đầu dưa (Peponocephala), cá voi mõm khoắm Cuvier (Ziphius cavirostri), cá heo Risso (griseus), cá heo đốm nhiệt đới (Stenella attenuata), cá heo răng nhám (bredanensis), và cá heo Spinner (Stenella longirostris);
- Năm loài rùa: đồi mồi (Eretmochelys imbricata), rùa da (Dermochelys), đồi mồi dứa (Chelonia mydas), Rùa Quản Đồng (Caretta caretta) và Vích (Lepidochelys olivacea);
- Các loài phổ biến khác là cá cúi, Manta (chi cá đuối), Myliobatidae, cá nhám voi, cá kình.

## Hệ sinh thái
Đông Timor là đặc trưng của sự đa dạng của hệ sinh thái, cụ thể là:
- Đước - đước chiếm một vùng nhỏ của Đông Timor(1.802 ha) khi so sánh với các vùng lân cận như Indonesia (3.062.300 ha) hay Úc (1.451.411 ha). Điều này là do cấu hình của ven biển và địa của Đông Timor, không giống như các hòn đảo của Indonesia và bờ biển phía bắc của Úc, không có đường viền của biển nổi bật, đặc điểm văn học và ven biển quá đủ cho sự phát triển quan trọng của đước.
- Hệ sinh thái biển - Với một vị trí trong khu vực của san Hô Tam giác và tiếp giáp với một hành lang lớn-di chuyển của động vật hoang dã (Eo biển Wetar - Biển của Savu), Đông Timorcó một điểm nóng đại dương vật hoang dã biển khơi và di cư.[2]

## Khu vực bảo tồn
Hệ thống bảo tồn quốc gia được thành lập (Nghị định Luật số 56/2016) xác định 46 khu bảo vệ cụ thể là:
1. Parque Nacional Nino Konis Santana
2. Monte Legumau
3. LagaoMaurei
4. BeMatanIrabere
5. Monte Matebian
6. Monte Mundo Perdido
7. Monte Laretame
8. Monte Builo
9. Monte Burabo'o
10. Monte Aitana
11. Monte Bibileo
12. Monte Diatuto
13. Monte Kuri
14. Parque Nacional Kay Rala Xanana Gusmão
15. Ribeira de Clere
16. Lagoa de Modomahut
17. Lagoa Welenas
18. Monte Manucoco
19. Cristo Rei (Díli)
20. Lagoa Tasitolu
21. Monte Fatumasin
22. Monte Guguleur
23. Lagoa Maubara
24. Monte Tatamailau
25. Monte Talobu/Laumeta
26. Monte Loelako
27. Monte Tapo/Saburai
28. Lagoa BeMalae
29. Korluli
30. Monte Lakus/Sabi
31. Monte Taroman
32. Reserva Tilomar
33. Cutete
34. Monte Manoleu/Área Mangal Citrana
35. Oebatan
36. Ek Oni
37. UsMetan
38. Makfahik
39. Área Mangal Metinaro
40. Área Mangal Hera
41. Lagoa HasanFoun&OnuBot
42. Lagoa BikanTidi
43. SamikSaron

### Khu bảo tồn biển
- Khu bảo tồn Balibó
- Đảo Atauro